# José Salinas Morán
José Salinas Morán (nascut el 30 de setembre de 2000) és un futbolista valencià que juga com a lateral esquerre al RCD Espanyol.

## Carrera de club
Nascut a Callosa de Segura, Alacant, País Valencià, Salinas es va incorporar al planter de l'Elx CF el 2018, procedent del Kelme CF. Va debutar com a sènior amb el filial el 22 de setembre de 2019, com a titular en una victòria per 4-0 a casa contra el Novelda CF a Tercera Divisió.
Salinas va marcar el seu primer gol com a sènior el 29 de febrer de 2020, només el del seu equip en una derrota per 1-3 a casa contra el Vila-real CF C. Va debutar amb el primer equip el 6 de gener de l'any següent, com a titular en una victòria per 1-0 a fora contra el CF La Nucía, a la Copa del Rei de la temporada.
El debut professional de Salinas va tenir lloc el 16 de gener de 2021, quan va ser titular en una derrota per 0-2 contra el Rayo Vallecano, també per la copa estatal. El 21 d'agost, va ampliar el seu contracte per un any més i va ser cedit a l'Unionistas de Salamanca CF de la Primera Divisió RFEF.
El 30 de juliol de 2022, Salinas va renovar el seu contracte fins al 2025 i va ser cedit al CD Mirandés de Segona Divisió per a la temporada. Va marcar el seu primer gol com a professional el 22 d'octubre, en un empat a 1 a casa contra la SD Huesca.
En tornar, Salinas va ser assignat definitivament a la primera plantilla dels Franjiverdes, ara també a la segona divisió. El 25 de juny de 2025, després d'ajudar l'equip a aconseguir l'ascens a la primera divisió, va acceptar un contracte de tres anys amb el  RCD Espanyol, també de la màxima categoria.